# 京察
京察，明朝以後朝廷京官的考察，又稱內計，有別於外官考察稱為外察，即外計或大計。
明太祖建國時，立有官員考察制度，最初為三年一考，後改十年一考。
明孝宗弘治十四年（1501年），改為六年一考。
明武宗正德四年（1509年），規定「巳年」以及「亥年」為考察之年。
清代承襲明制，改為三年一考，初改明代「三等八法」為「四格八法」作為升降標準，三等為稱職、勤職、供職。四格為才能（分長、平）、操守（分清、勤、平）、政績（分勤、平）、年齡（分青、壯、健）；守清、才長、政勤，年或青、壯、健為稱職列一等；守勤才長政平、守勤政勤才平、年或青、壯、健為勤職，列二等；守勤才平政平，或才長政勤守平為供職，列為三等。八法為貪、酷、不謹、浮躁、罷軟無為、才力不及、年老、有疾；不謹、罷軟無為者革職，浮躁者降三級調用，才力不及者降二級調用，年老、有疾者休致。以八法者送吏部處分稱「劾」。1759年後八法去除貪酷不考改為「四格六法」，貪酷改為可隨時題參，革職拿問，永不敘用。